# 康丁 (演員)
康丁（1936年5月6日—2011年10月29日），本名張錫圭，台灣资深男演员。
1936年出生彰化鹿港，童年時有表演的天赋。18歲到台北打拼，先在北投的竹子店做学徒；後來放棄了竹子店的工作，参加演奏北管的樂隊。20歲轉到廣播電台打鼓維生。退伍後加入捷豹康樂隊，之後被導演魏一舟發掘，找他去拍電影，因為長得很像當時爆紅的墨西哥喜劇演員康丁法拉斯,所以刻意模仿他同時也取同樣的藝名康丁，成為台語片時期著名的喜劇演員。與金塗、脫線、阿西、矮仔財、黃西田等共享盛名。早年演出多部電影，代表作有「內山姑娘要出嫁」、「康丁遊台北」等，其中「康丁遊台北」是他的成名作，到現在還為觀眾津津樂道。病逝前幾年還參與電影「夏天協奏曲」，在電視劇裡則多半扮演甘草人物，曾在「媽祖出巡」、「又見阿郎」、「新兵日記」、「夜市人生」裡都有精采演出。曾於2007年以公視「出外人生」入圍電視金鐘獎戲劇類男主角。
2011年8月中旬因為身體不適，檢查後發現已是大腸癌第4期，8月18日接受手術，9月中旬返家休息。2011年10月10日再度手術後，住進加護病房。2011年10月29日凌晨0時25分，於台北市振興醫院病逝。

## 電視劇
- 《開張大吉》（1986年，華視）林山歌
- 《三媽再生》（1990年，台視）陳康丁
- 《大嬸婆闖江湖》（1990年，台視）康凱
- 《廖添丁傳奇》（1991年，台視）秦重蔗
- 《七仙女》（1992年，台視）土地公
- 《內山姑丈》（1992年，華視）劉查某
- 《媽祖出巡》（1994年，中視無線台）
- 《兄弟有緣2》（1995年，華視）阿美父
- 《金色夜叉》（1997年，中視無線台）配角·錢多多
- 《天公疼好人》（1997年，中視無線台）配角·蔡福來
- 《阿爸的私房錢》（1997年，中視無線台）主角·余世昌
- 《布袋和尚》（1998年，台視）主角·福州仙(李天福)
- 《世間父母》（1998年，中視無線台）配角·保正
- 《新星星知我心》（1998年，中視無線台）配角·許牛港(三叔公)
- 《千金媳婦萬金孫》（1998年，中視無線台）配角·阿桐伯
- 《深情－孤女的願望》（1998年，民視無線台）配角·廖萬金
- 《祝你幸福》（2000年）楊德海
- 《北港香爐》（2000年，東森戲劇台）
- 《超級總舖師》 （2001年，中視無線台）
- 《江山樓》（2001年，台視）配角·坤地
- 《台灣阿誠》（2001年，三立台灣台）翁清堂
- 《台灣曼波》（2002年，台視）炳威
- 《夏夜精選-心靈快門》（2002年，大愛衛星電視）
- 《冤家拼親家》（2002年，中視無線台）孟天生
- 《親戚不計較(EP923登場)》（2002年，民視）康蕃薯(康安進)
- 《新玫瑰瞳鈴眼-暗夜女人香》（2003年，民視）蔡董
- 《意難忘》（2004年，民視無線台）配角·康老師
- 《麻辣一家親》（2006年，東森綜合台）吳六兩
- 《金色摩天輪》（2006年，三立台灣台）配角·陳興旺
- 《再生緣》（2006年，民視無線台）客串·算命師
- 《出外人生》（2007年，公共電視台）主角·講古仙
- 《天下第一味》（2007年，三立台灣台）配角·羅國慶
- 《愛》（2008年，民視無線台）配角·廟公
- 《又見阿郎》（2009年，中国中央电视台）配角·劉光義
- 《愛，有你來作伴》（2009年，大愛）配角·洪掛
- 《新兵日記》（2010年，民視無線台）客串·命理大師
- 《夜市人生》（2011年，民視）配角·洪包朝
- 《溫暖的憂傷》（2011年，公共電視台）配角·老許
- 《人間渡系列-敲磚的女人》（2011年，大愛）配角·董揚聲
- 《人間渡系列-我兒阿輝》（2011年，大愛）主角·胡國炳

## 電影演出
- 1965 	《內山姑娘》
- 1965 	《山地姑娘》
- 1966 	《內山姑要出嫁》
- 1966 	《流浪到台北》
- 1966 	《飯桶掛車輪》
- 1966 	《六零六康探長》
- 1966 	《糊塗兄弟》
- 1966 	《風流的胡老爺》
- 1967 	《包君滿意》
- 1967 	《藍色的街燈》
- 1967 	《阿狗兄與藝妲》
- 1968 	《倆傻遊台北》
- 1969 	《上午零時》
- 1969 	《星夜離別》
- 1969 	《再見台北》
- 1969 	《一胎三個》
- 1969 	《康丁遊台北》
- 1969 	《康丁一大笑》
- 1969 	《張帝找阿珠》
- 1969 	《結婚前後》
- 1970 	《珊瑚戀》
- 1970 	《賴麗麗要出嫁》
- 1972 	《妙男妙女》
- 1973 	《五色仙女》 	（Five Beautiful Witches）
- 1974 	《笑王之王》
- 1975 	《糊塗大偵探》 	（Dummy Detective）
- 1976 	《笑破肚》
- 1976 	《三傻闖世界》
- 1984 	《他槓龜我發財》
- 1986	《五府千歲與囝仔公》
- 1995 	《好男好女》 	（Good Men, Good Women）
- 2004 	《台北二一》 	（Taipei 21）
- 2009 	《夏天協奏曲》 	（Summer Time）
- 2011 	《阿爸》

## 獎項紀錄
| 年份 | 獲提名       | 獎項           | 結果 |
| ---- | ------------ | -------------- | ---- |
| 2000 | 《祝你幸福》 | 男配角獎       | 提名 |
| 2007 | 《出外人生》 | 戲劇類男主角獎 | 提名 |

### 書籍
- 台灣電影筆記

## 外部連結
- 康丁 - 台灣電影筆記
- 康丁在互联网电影资料库（IMDb）上的資料（英文）（英文）
- 康丁在香港影庫上的簡介
- 康丁在时光网上的簡介（简体中文）